# PRPF40B
PRPF40B‏ (Pre-mRNA processing factor 40 homolog B) هوَ بروتين يُشَفر بواسطة جين PRPF40B في الإنسان.